# Rossiter-McLaughlin-Effekt

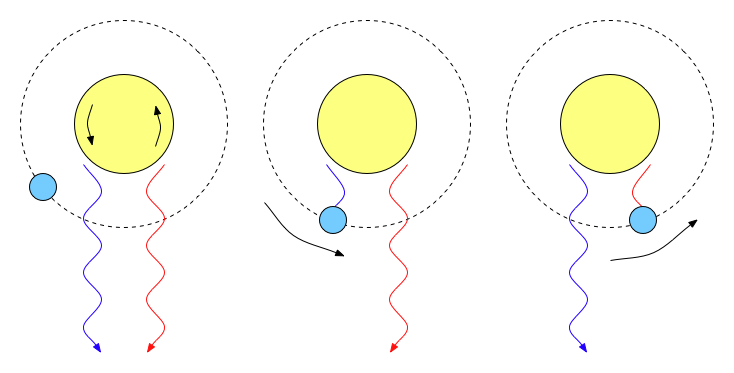
Rossiter-McLaughlin-Effekt: Der Beobachter sieht abwechselnd verschiedene Intensitäten einer Dopplerverschiebung, wenn der Stern von einem nahen Begleiter verdeckt wird.

Der Rossiter-McLaughlin-Effekt ist ein Phänomen, benannt nach den Astronomen Richard Alfred Rossiter und Dean Benjamin McLaughlin, durch das mittels der Spektroskopie das Vorhandensein eines Doppelsternsystems oder eines extrasolaren Planeten nachgewiesen werden kann. 
Grundgedanke dabei ist, dass bei einem Stern, dessen Äquator von der Erde aus gesehen werden kann, Dopplereffekte nachgewiesen werden können. Die Seite des Äquators, die sich auf den Beobachter zubewegt, zeigt eine Blauverschiebung, die andere eine Rotverschiebung. Bei einer Bedeckung des Sterns durch einen nahen Begleiter verändert sich abwechselnd die Intensität des blau- und rotverschobenen Anteils. Dies ermöglicht eine Berechnung der Umlaufzeit, der Bahnneigung und der Größe des Begleiters.